# Canton d'Évreux-2
Le canton d'Évreux-2 est une circonscription électorale française du département de l'Eure en région Normandie créée par le décret du 25 février 2014 et entrée en vigueur lors des élections départementales de 2015.

## Histoire
Un nouveau découpage territorial de l'Eure (département) entre en vigueur à l'occasion des élections départementales de mars 2015, défini par le décret du 25 février 2014, en application des lois du 17 mai 2013 (loi organique 2013-402 et loi 2013-403). Les conseillers départementaux sont, à compter de ces élections, élus au scrutin majoritaire binominal mixte. Les électeurs de chaque canton élisent au Conseil départemental, nouvelle appellation du Conseil général, deux membres de sexe différent, qui se présentent en binôme de candidats. Les conseillers départementaux sont élus pour 6 ans au scrutin binominal majoritaire à deux tours, l'accès au second tour nécessitant 12,5 % des inscrits au 1er tour. En outre la totalité des conseillers départementaux est renouvelée. Ce nouveau mode de scrutin nécessite un redécoupage des cantons dont le nombre est divisé par deux avec arrondi à l'unité impaire supérieure si ce nombre n'est pas entier impair, assorti de conditions de seuils minimaux. 
Dans l'Eure, le nombre de cantons passe ainsi de 43 à 23.
Le canton d'Évreux-2 est formé de communes des anciens cantons d'Évreux-Nord (9 communes), du Neubourg (1 commune) et d'Évreux-Est (1 commune). Le canton est entièrement inclus dans l'arrondissement d'Évreux.
Le bureau centralisateur est situé à Évreux.

## Représentation
| Période élective | Période élective | Mandat | Mandat   | Identité                 | Nuance | Nuance | Qualité                                                                                       |
| ---------------- | ---------------- | ------ | -------- | ------------------------ | ------ | ------ | --------------------------------------------------------------------------------------------- |
| 2015             | 2021             | 2015   | 2021     | Clarisse Juin            |        | DVD    | Conseillère municipale d'Évreux jusqu'en 2020, Présidente de l'Office de l'Habitat de l'Eure  |
| 2015             | 2021             | 2015   | 2021     | Ollivier Lepinteur       |        | UDI    | Adjoint au maire d'Évreux jusqu'en 2018                                                       |
| 2021             | 2028             | 2021   | en cours | Karêne Beauvillard       |        | DIV    | Chef d'entreprise, adjointe LR au maire d'Évreux, ancienne conseillère régionale de Normandie |
| 2021             | 2028             | 2021   | en cours | Nicolas Gavard-Gongallud |        | DIV    | Directeur de la Fédération des chasseurs de l'Eure Adjoint DVD au maire d'Évreux              |

### Résultats détaillés

#### Élections de mars 2015
À l'issue du 1er tour des élections départementales de 2015, deux binômes sont en ballottage : Clarisse Juin et Ollivier Lepinteur (Union de la Droite, 31,07 %) et Bruno Hommet et Amandine Lavinay (FN, 27,38 %). Le taux de participation est de 49,96 % (8 767 votants sur 17 547 inscrits) contre 50,53 % au niveau départemental et 50,17 % au niveau national.
Au second tour, Clarisse Juin et Ollivier Lepinteur (Union de la Droite) sont élus avec 67,14 % des suffrages exprimés et un taux de participation de 49,16 % (5 038 voix pour 8 631 votants et 17 558 inscrits).
Ollivier Lepinteur était candidat sur la liste LREM aux élections municipales de 2020.

#### Élections de juin 2021
Le premier tour des élections départementales de 2021 est marqué par un très faible taux de participation (33,26 % au niveau national). Dans le canton d'Évreux-2, ce taux de participation est de 30,52 % (5 362 votants sur 17 568 inscrits) contre 33,02 % au niveau départemental. À l'issue de ce premier tour, deux binômes sont en ballottage : Karêne Beauvillard et Nicolas Gavard-Gongallud (Divers, 41 %) et Thierry Auzoux-Lavallé et Jocelyne Duchesne (Union à gauche avec des écologistes, 31,5 %).
Le second tour des élections est marqué une nouvelle fois par une abstention massive équivalente au premier tour. Les taux de participation sont de 34,3 % au niveau national, 32,76 % dans le département et 31,15 % dans le canton d'Évreux-2. Karêne Beauvillard et Nicolas Gavard-Gongallud (Divers) sont élus avec 59,85 % des suffrages exprimés (3 025 voix pour 5 474 votants et 17 574 inscrits),,.

## Composition

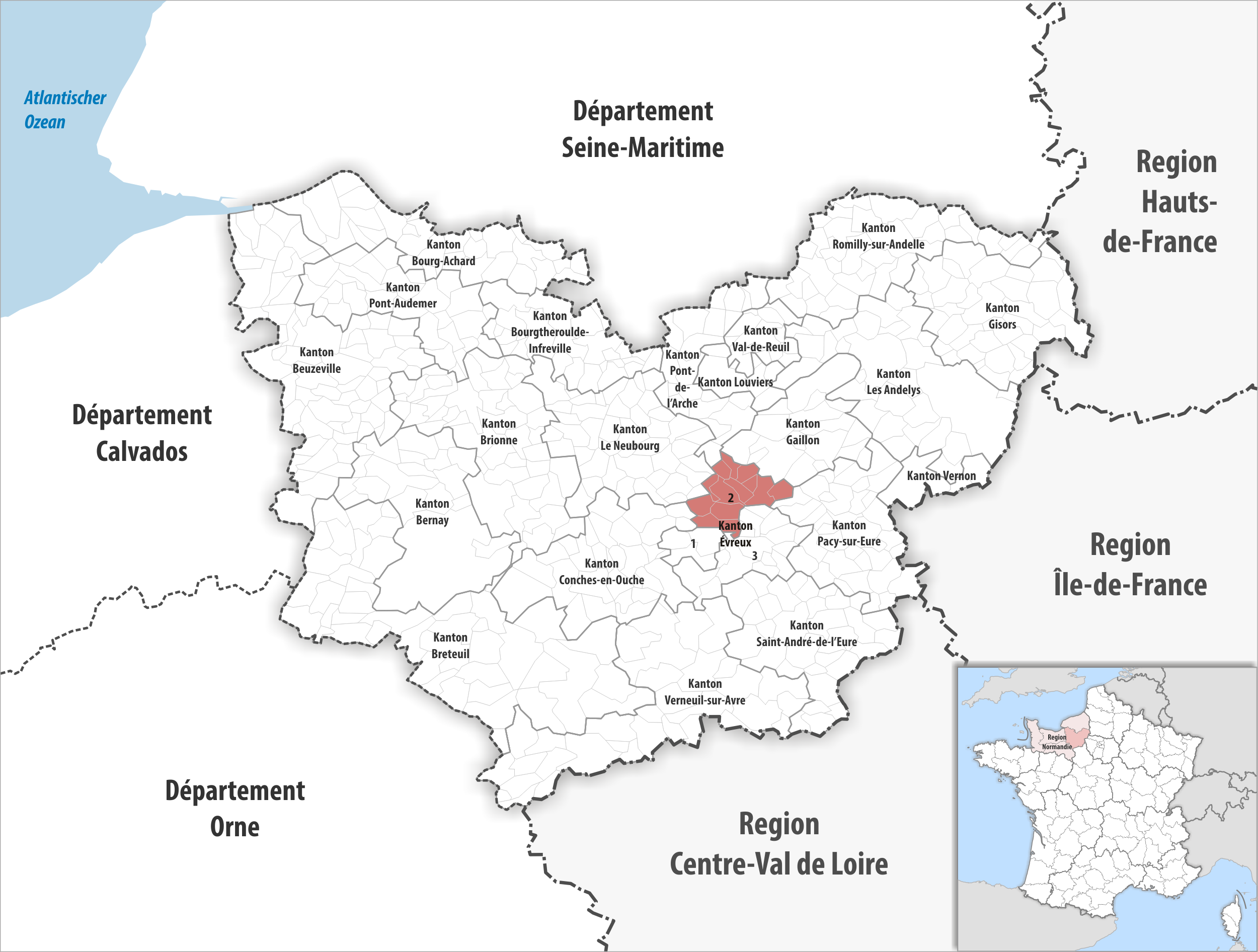
Localisation globale du canton Évreux 2 dans son environnement départemental

Le canton d'Évreux-2 comprend onze communes entières et une fraction de la commune d'Évreux.
| Nom                            | Code Insee | Intercommunalité              | Superficie (km2) | Population (dernière pop. légale)                | Densité (hab./km2) | Modifier                                    |
| ------------------------------ | ---------- | ----------------------------- | ---------------- | ------------------------------------------------ | ------------------ | ------------------------------------------- |
| Évreux (bureau centralisateur) | 27229      | CA Évreux Portes de Normandie | 26,46            | Fraction : 18 542 (2022) Commune : 48 335 (2022) | 1 827              | modifier les données · modifier les données |
| Aviron                         | 27031      | CA Évreux Portes de Normandie | 7,32             | 1 098 (2022)                                     | 150                | modifier les données · modifier les données |
| Le Boulay-Morin                | 27099      | CA Évreux Portes de Normandie | 5,55             | 818 (2022)                                       | 147                | modifier les données · modifier les données |
| La Chapelle-du-Bois-des-Faulx  | 27147      | CA Évreux Portes de Normandie | 4,37             | 656 (2022)                                       | 150                | modifier les données · modifier les données |
| Dardez                         | 27200      | CA Évreux Portes de Normandie | 2,82             | 131 (2022)                                       | 46                 | modifier les données · modifier les données |
| Émalleville                    | 27216      | CA Évreux Portes de Normandie | 4,19             | 465 (2022)                                       | 111                | modifier les données · modifier les données |
| Gravigny                       | 27299      | CA Évreux Portes de Normandie | 9,98             | 4 016 (2022)                                     | 402                | modifier les données · modifier les données |
| Irreville                      | 27353      | CA Évreux Portes de Normandie | 5,60             | 472 (2022)                                       | 84                 | modifier les données · modifier les données |
| Normanville                    | 27439      | CA Évreux Portes de Normandie | 9,14             | 1 164 (2022)                                     | 127                | modifier les données · modifier les données |
| Reuilly                        | 27489      | CA Évreux Portes de Normandie | 9,73             | 518 (2022)                                       | 53                 | modifier les données · modifier les données |
| Saint-Germain-des-Angles       | 27546      | CA Évreux Portes de Normandie | 1,81             | 171 (2022)                                       | 94                 | modifier les données · modifier les données |
| Saint-Vigor                    | 27611      | CA Évreux Portes de Normandie | 6,58             | 312 (2022)                                       | 47                 | modifier les données · modifier les données |
| Canton d'Évreux-2              | 2710       |                               |                  | 28 363 (2022)                                    |                    | modifier les données                        |

La partie de la commune d'Évreux intégrée dans le canton est celle située au nord d'une ligne définie par l'axe des voies et limites suivantes : depuis la limite territoriale de la commune de Parville, avenue du Maréchal-Foch, rue du Valesme, rue de la Rochette, sentier des Tombettes, rue Corneille, côte Henri-Monduit, rue Saint-Sauveur, rue du 7e-Chasseur, rue du Général-Leclerc, rue Saint-Thomas, rue Borville-Dupuis, rue Saint-Louis, avenue Winston-Churchill, rue Pierre-Brossolette, rue de Cocherel, rue Vulcain, rue du Guesclin, avenue Winston-Churchill jusqu'au croisement avec la route de Paris (route nationale 13), jusqu'à la limite territoriale de la commune du Vieil-Évreux.

## Démographie

### Socio-démographie du canton
Répartition socio-démographique du canton Évreux 2 source : donnée démographique fournie par l'INSEE et mise à disposition par wikipedia
- Secteur d'Évreux (66 %)
- Aviron (4 %)
- Normanville (4 %)
- Gravigny (14 %)
- autres communes (12 %)

### Évolution démographique
En 2022, le canton comptait 28 363 habitants, en évolution de −2,42 % par rapport à 2016 (Eure : −0,25 %, France hors Mayotte : +2,11 %).
| 2013   | 2018   | 2022   |
| ------ | ------ | ------ |
| 28 939 | 28 263 | 28 363 |